# Agyidegek

Az agy alsó felszíne az agyidegek megjelölésével

Az agyidegek (Nervi craniales) az agyból eredő mozgató, érző és komplex funkciójú perifériás idegek. Jelentőségüket sajátos elhelyezkedésük, változatos funkcióik mellett az is kihangsúlyozza, hogy a fej baleseti sérülései esetén károsodásaik gyakoriak. Ez – diagnosztikai jelentősége mellett – sokszor olyan fontos működések kiesésével is jár, amelyek nem, vagy igen nehezen orvosolhatók. Az agyidegek működéseinek beható vizsgálata az ideggyógyászati diagnosztika egyik alapvető eszköze.
Az alábbiakban az agyidegek motoros és érző magvaira, vonatkozó alapvető tudnivalók kerülnek ismertetésre, beleértve azok helyzetét és központi kapcsolatait. Természetesen sor kerül az agyidegek lefutásának és beidegzési területének áttekintésére is. Az agyidegek kiemelt tárgyalását működésük sokrétűsége és fontossága, valamint károsodásaik súlyos következményei indokolják.

## A  13  pár  agyideg
13 pár agyideg van, amelyek (az agyat elhagyva) a koponya lyukain vagy hasadékain lépnek ki. Valamennyi a fej és a nyak területén oszlik el, kivéve a tízest, amely a mellüregben és a hasüregben lévő képleteket is ellát.
Az agyidegek név szerint a következők:
1. Szaglóideg (Nervus olfactorius) [I.]
2. Látóideg (Nervus opticus) [II.]
3. Közös szemmozgató ideg (Nervus occulomotorius) [III.]
4. Sodorideg (Nervus trochlearis) [IV.]
5. Háromosztatú ideg (Nervus trigeminus) [V.]
6. Távolító ideg (Nervus abducens) [VI.]
7. Arcideg (Nervus facialis) [VII.]
8. Egyensúlyi és hallóideg (Nervus vestibulocochlearis) [VIII.]
9. Nyelv-garat ideg (Nervus glossopharyngeus) [IX.]
10. Bolygóideg (Nervus vagus) [X.]
11. Járulékos ideg (Nervus accessorius) [XI.]
12. Nyelv alatti ideg (Nervus hypoglossus) [XII.]
13. Terminális ideg (Nervus terminalis) [XIII.]

## Az  agyidegek általános szerveződése
A szaglóideg, a látóideg és a halló-egyensúlyérző agyideg tisztán érző idegek. A közös szemmozgató, a sodorideg, a járulékos ideg, a távolító és nyelv-alatti agyidegek tisztán mozgató idegek. A háromosztatú, az arci, a nyelv-garat és bolygó agyidegek mind érző, mind motoros funkcióval bírnak. Az agyidegeknek az agyban centrális motoros és/vagy érző magvaik vannak, és perifériás idegrostjaik, amelyek az agyból erednek, majd kilépnek a koponyából, hogy elérjék végrehajtó vagy érző szerveiket.

## Az agyidegek szomatikus motoros magvai
Az agyidegek motoros idegrostjai olyan axonok, amelyeknek idegsejtjei az agyban vannak. Ezek az idegsejt-csoportok képezik a motoros magvakat, és harántcsíkolt izmokat idegeznek be. Mindegyik idegsejt, nyúlványaival együtt alsó motoros neuronnak tekinthető. Egy ilyen idegsejt tehát ekvivalens a gerincvelő szürkeállományának elülső oszlopában lévő motoros sejtekkel. Az agyidegek motoros magvai az agykéreg mozgató mezőiből leszálló rostokon keresztül kapnak impulzusokat. Az agyidegek motoros magvaihoz futó agykérgi rostok nagy része átkereszteződik a középsíkon, mielőtt a magvakat elérné. Az agyidegek motoros magjai kétoldali agykérgi beidegzést kapnak, kivétel ez alól az arcideg magnak az a része, amely az arc alsó részének mimikai izmait idegzi be, valamint a nyelv alatti ideg magjának genioglossus izmot ellátó része.

## Az agyidegek visceralis motoros magvai
Az általános visceralis motoros magok adják az autonóm idegrendszer koponyai paraszimpatikus (cranialis parasympathicus) kiáramlását. Ezek: a közös szemmozgató ideg, az arcideg, a nyelv-garat ideg és a bolygóideg paraszimpatikus magvai, amelyek számos afferens rostot kapnak, beleértve a hipotalamuszból leszálló pályákat.

## Az agyidegek érző magvai
Az agyidegek érző vagy afferens részeit olyan idegsejtek axonjai képezik, amelyek az agyon kívül, idegdúcokban (ganglionokban) vagy idegtörzsekben helyezkednek el (amelyek a gerincvelői idegek hátsó gyökerének megfelelői), vagy elhelyezkedhetnek érzékszervekben, mint az orrban, szemben vagy a fülben. Ezek a sejtek és nyúlványaik képezik az elsőrendű neuront.  A sejteknek a centralis nyúlványai belépnek az agyba, és az érző magok sejtjein végződnek. Ezek a sejtek és nyúlványaik képezik a másodrendű neuront. Ezekből az idegmagi sejtekből eredő axonok átkereszteződnek a középsíkon és felszállnak más érző magokhoz, mint például a talamusz. Ezeknek a magoknak a sejtjei adják a harmadrendű neuronokat, axonjaik pedig az agykéregben végződnek.